# Вулька-Банкова
Вулька-Банкова (пол. Wólka Bankowa) — село в Польщі, у гміні Вельґомлини Радомщанського повіту Лодзинського воєводства.
Населення — 98 осіб (2011).
У 1975-1998 роках село належало до Пйотрковського воєводства.

## Демографія
Демографічна структура станом на 31 березня 2011 року:
|          | Загалом | Допрацездатний вік | Працездатний вік | Постпрацездатний вік |
| -------- | ------- | ------------------ | ---------------- | -------------------- |
| Чоловіки | 57      | 16                 | 32               | 9                    |
| Жінки    | 41      | 5                  | 24               | 12                   |
| Разом    | 98      | 21                 | 56               | 21                   |